# Assia Raziki
Assia Raziki (in arabo آسيا الرزيقي‎?; 4 ottobre 1996) è una velocista marocchina.

## Palmarès
| Anno | Manifestazione                    | Sede         | Evento      | Risultato  | Prestazione | Note                          |
| ---- | --------------------------------- | ------------ | ----------- | ---------- | ----------- | ----------------------------- |
| 2014 | Africani                          | Marrakech    | 100 m piani | Batteria   | 12"27       |                               |
| 2014 | Africani                          | Marrakech    | 200 m piani | Semifinale | 25"09       |                               |
| 2015 | Arabi                             | Manama       | 100 m piani | 5ª         | 11"83       |                               |
| 2015 | Arabi                             | Manama       | 200 m piani | Bronzo     | 23"77       |                               |
| 2016 | Mediterranei under 23             | Tunisi       | 200 m piani | Bronzo     | 23"77       |                               |
| 2016 | Africani                          | Durban       | 100 m piani | Semifinale | 12"06       |                               |
| 2016 | Africani                          | Durban       | 200 m piani | Semifinale | 24"31       |                               |
| 2017 | Giochi della solidarietà islamica | Baku         | 200 m piani | 5ª         | 23"77       |                               |
| 2017 | Giochi della solidarietà islamica | Baku         | 4x100 m     | dq         | dq          |                               |
| 2017 | Giochi della Francofonia          | Abidjan      | 100 m piani | 4ª         | 11"78       |                               |
| 2017 | Giochi della Francofonia          | Abidjan      | 400 m piani | Bronzo     | 52"98       |                               |
| 2017 | Arabi                             | Radès        | 100 m piani | Oro        | 11"63       |                               |
| 2017 | Arabi                             | Radès        | 200 m piani | Oro        | 23"80       |                               |
| 2017 | Arabi                             | Radès        | 4x100 m     | Oro        | 46"69       |                               |
| 2017 | Arabi                             | Radès        | 4x400 m     | Oro        | 3'44"22     |                               |
| 2018 | Giochi del Mediterraneo           | Tarragona    | 200 m piani | Batteria   | 24"21       |                               |
| 2018 | Giochi del Mediterraneo           | Tarragona    | 4x400 m     | 4ª         | 3'33"91     |                               |
| 2019 | Arabi                             | Il Cairo     | 100 m piani | Bronzo     | 12"09       |                               |
| 2019 | Arabi                             | Il Cairo     | 400 m piani | Argento    | 53"73       |                               |
| 2022 | Campionati africani               | Saint Pierre | 800 m piani | 4ª         | 2'04"75     |                               |
| 2022 | Giochi del Mediterraneo           | Orano        | 800 m piani | Bronzo     | 2'01"44     | Miglior prestazione personale |
| 2022 | Giochi del Mediterraneo           | Orano        | 4x400 m     | dq         | dq          |                               |
| 2022 | Mondiali                          | Eugene       | 800 m piani | Batteria   | 2'03"77     |                               |
| 2023 | Mondiali                          | Budapest     | 800 m piani | Batteria   | 2'00"91     | Miglior prestazione personale |
| 2024 | Giochi panafricani                | Accra        | 800 m piani | Batteria   | 2'09"33     |                               |
| 2024 | Campionati africani               | Douala       | 800 m piani | 5ª         | 2'02"14     |                               |
| 2024 | Giochi olimpici                   | Parigi       | 800 m piani | Batteria   | dq          |                               |